# Whitley (Schiff)
HMS Whitley wurde 1916 unter dem Namen Whitby als Zerstörer der V- und W-Klasse der Royal Navy in Auftrag gegeben und wurde zum Ende des Ersten Weltkriegs fertiggestellt. Der Zerstörer wurde in der Ostsee während des Russischen Bürgerkriegs erstmals eingesetzt. 1921 wurde das Schiff der Reserve in Rosyth zugeteilt.
Der seit Jahren in der Reserve liegende Zerstörer wurde 1938 als erster zu einem Geleitboot mit starker Luftabwehrbewaffnung umgebaut und kam als erstes Boot der sogenannten WAIR-Umbauten von Zerstörern der V- und W-Klasse wieder in Dienst. Im Zweiten Weltkrieg ging die Whitley schon im Mai 1940 vor der belgischen Küste verloren.

## Geschichte des Schiffes
Im Dezember 1916 erhielt die Werft William Doxford & Sons in Sunderland den Auftrag für zwei Schiffe der W-Klasse, die als Walpole und Whitby fertiggestellt werden sollten.
Die Werft hatte schon nach 1895 sechs Torpedobootszerstörer an die Royal Navy geliefert. Ab Dezember 1914 erhielt die Werft im Rahmen des Kriegsbauprogramms wieder Aufträge zum Bau von Zerstörern und hatte bis zum Ende 1916 zehn Zerstörer der M-Klasse fertiggestellt. Vier Schiffe der R-Klasse waren noch im Bau, dazu zwei Bauaufträge für Zerstörer der sehr ähnlichen V-Klasse mit Vega und Velox.
Statt den Namen Whitby nach der kleinen Hafenstadt in North Yorkshire zu erhalten, benannte man auf der Bauwerft (vermutlich wegen eines Schreib- oder Lesefehlers) den Neubau mit der Baunummer 520 Whitley nach einem Seebad (heute: Whitley Bay) nördlich der Tynemündung. Man beließ diesen Namen beim Stapellauf am 13. April 1918, so dass der Zerstörer als erste Einheit der Navy den Namen Whitley erhielt. Die im Oktober 1918 fertiggestellte Zerstörer war das vierte Schiff der V- und W-Klasse, das die Bauwerft lieferte. Als letzte Kriegsbauten waren bei Doxford noch drei Zerstörer der kleineren S-Klasse im Bau, von denen die Shikari als letztes Kriegsschiff der Werft erst 1924 vom Chatham Dockyard fertiggestellt wurde.

### Erste Einsätze
Die Whitley wurde im Dezember 1918 der „13th Destroyer Flotilla“ bei der Grand Fleet zugeteilt, die zu diesem Zeitpunkt über einen Leichten Kreuzer, zwei Flottillenführer und 28 Zerstörer, davon 21 der V- und W-Klasse, verfügte. Als diese Flottille im März 1919 aufgelöst und verteilt wurde, kam der Zerstörer mit dem Flottillenführer Valkyrie sowie den Zerstörern Vendetta, Verdun, Viceroy, Wakeful und Woolston zur „3rd Destroyer Flotilla“. Er soll dann 1919/20 zu den britischen Einheiten in der Ostsee gehört haben, die die neugegründeten Baltischen Staaten schützten und die Rote Flotte bekämpften. Bei der Rückkehr nach Großbritannien wurde das Schiff der „4. Flottille“ zugeteilt und 1921 in die Reserve versetzt. Sie gehörte zu den Einheiten der „9th Destroyer Flotilla“ in Rosyth mit reduzierter Besatzung. Die Zuordnung zur „7th Destroyer Flotilla“ 1927 führte zur Verlegung nach Plymouth. Anfang der 1930er-Jahre kam der Zerstörer zu den Reserveeinheiten in der Nore. Eine aktive Verwendung des Schiffes fand zwischen 1921 und 1938 nicht statt.

### Umbau zum Geleitboot
Der Zerstörer wurde dann in der zweiten Jahreshälfte im Chatham Dockyard zu einem Schnellen Geleitboot des WAIR-Typs umgebaut. 
Die Whitley war das erste Schiff, das diesen Umbau erhielt, bei dem fast alle Aufbauten der betroffenen Boote entfernt und durch neue Aufbauten ersetzt wurden. Auch die Bewaffnung wurde vollständig entfernt und durch zwei 4-Zoll-Flugabwehr-Zwillingsgeschütze mit dazugehöriger Feuerleitanlage auf dem Vorschiff bzw. auf dem hinteren Deckshaus ersetzt. Als leichte Flugabwehrwaffen erhielten die Boote zwei Vierlings-Vickers-Maschinengewehre nebeneinander auf einer erhöhten Position hinter den Schornsteinen und vor dem hinteren Deckshaus. Dazu kam eine für die Zeit starke Wasserbombenbewaffnung.

#### Liste der WAIR-Umbauten
| HMS               | Stapellauf | in Dienst  | BauWerft        | Umbau      | bis          | Endschicksal                              |
| ----------------- | ---------- | ---------- | --------------- | ---------- | ------------ | ----------------------------------------- |
| Whitley (L23)     | 13.04.1918 | 11.10.1918 | Doxford         | Chatham    | 15.11.1938   | 19. Mai 1940 vor Nieuwpoort versenkt      |
| Valorous (L00)    | 8.05.1917  | 21.08.1917 | Denny           | Chatham    | 1.06.1939    | 1947 verschrottet                         |
| Wallace (L64)     | 26.10.1918 | 14.09.1919 | Thornycroft     | Devonport  | 14.06.1939   | 20. März 1945 außer Dienst                |
| Woolston (L49)    | 27.01.1918 | 28.06.1918 | Thornycroft     | Chatham    | 9.10.1939    | August 1945 außer Dienst                  |
| Vivien (L33)      | 16.02.1917 | 28.05.1918 | Yarrow          | Chatham    | 25.10.1939   | Mai 1945 außer Dienst                     |
| Vega (L41)        | 1.09.1917  | 12.12.1917 | Doxford         | Chatham    | 27.11.1939   | August 1945 außer Dienst                  |
| Vimiera (L29)     | 22.06.1917 | 19.09.1917 | Swan Hunter     |            | 8.01.1940    | 9. Januar 1942 nach Minentreffer gesunken |
| Westminster (L40) | 22.06.1917 | 19.09.1917 | Scotts          | Devonport  | 8.01.1940    | August 1945 außer Dienst                  |
| Wolsey (L02)      | 16.03.1918 | 14.05.1918 | Thornycroft     | Malta      | 21.01.1940 ? | August 1945 außer Dienst                  |
| Verdun (L93)      | 21.08.1917 | 3.11.1917  | Hawthorn Leslie | Catham     | 3.1940       | August 1945 außer Dienst                  |
| Wryneck (L04)     | 13.05.1918 | 11.11.1918 | Palmers         | Gibraltar  | 3.1940       | 27. April 1941 vor Kreta versenkt         |
| Valentine (L69)   | 24.03.1917 | 27.06.1917 | Cammell Laird   | Devonport  | 28.03.1940   | 15. Mai 1940 in der Schelde versenkt      |
| Winchester (L55)  | 1.02.1918  | 29.04.1918 | J.S. White      | Portsmouth | 9.04.1940    | Februar 1945 außer Dienst                 |
| Wolfhound (I56)   | 14.03.1918 | 27.04.1918 | Fairfield       | Chatham    | 4.1940       | August 1945 außer Dienst                  |
| Vanity (L38)      | 3.05.1918  | 21.06.1918 | Beardmore       |            | 6.1940       | Mai 1945 außer Dienst                     |
| Viceroy (L21)     | 17.11.1917 | 14.01.1918 | Thornycroft     |            | 10.01.1941   | August 1945 außer Dienst                  |

### Kriegseinsätze
Beim Ausbruch des Zweiten Weltkriegs wurde die Whitley der „Rosyth Escort Force“ zugeteilt, bei der auch die beiden anderen fertigen WAIR-Umbauten (Wallace und Valourous) zum Einsatz kamen. Dazu kamen bis Ende 1939 noch weitere Geleitboote dieses Typs mit der Vivien und Vega. Hauptaufgabe des Verbandes war die Sicherung von Geleiten entlang der britischen Ostküste. Die Geleitzüge liefen von Methil am Firth of Forth nach Süden als FS-Konvois bis Southend-on-Sea an der Themsemündung und zurück als FN-Konvois. Während der Sicherung des Konvois FN 12 von der Themse nach Schottland musste die Whitley am 12. Januar 1940 erstmals einen deutschen Luftangriff abwehren. Bis in den Mai blieb das Schiff an der britischen Ostküste im Einsatz unter der „Rosyth Escort Force“, die inzwischen über weitere WAIR-Umbauten verfügte.
Nach Beginn der deutschen West-Offensive im Mai 1940 wurde die Whitley dem „Dover Command“ unterstellt, dessen Hauptaufgabe die Unterstützung des Britischen Expeditionskorps (BEF) auf dem Europäischen Festland war. Mit fünf weiteren WAIR-Umbauten wurde die Whitley der Force FA der französischen Marine unterstellt, die die alliierten Truppen in Nordfrankreich und Belgien unterstützte. Die am 12. Mai in Dover eingetroffene Whitley verlegte über Dünkirchen vor die niederländische Küste, wo sie mit anderen Einheiten der „Force FA“ und französischen Einheiten die Evakuierungsbemühungen der Royal Navy unterstützte und gegen Angriffe der deutschen Luftwaffe verteidigte. Die Einheiten der Force FA unterstützten dann die Aufnahme von Flüchtlingen vor den deutschen Angreifern aus Vlissingen, wo die Winchester schwer beschädigt wurde, aber mit eigener Kraft nach England zurücklaufen konnte. Die am 15. getroffene Valentine hatte diese Glück nicht. Das schwerbeschädigte Schiff konnte nahe Terneuzen noch zum Auflaufen gebracht werden, um die Rettung der Besatzung zu erleichtern. Die Whitley übernahm die Restbesatzung, darunter 21 Verwundete und machte das aufgelaufene Schiff unbrauchbar, auf dem 31 Mann gefallen waren.
Der Verband zog sich dann aus der Scheldemündung zurück. Mit der Valentine war der erste WAIR-Umbau verloren gegangen, der erst weniger als einen Monat zuvor fertiggestellt worden war.

### Das Ende derWhitley
Die Whitley wurde dann vor der belgischen Küste eingesetzt, um sich über dortige Häfen zurückziehende alliierte Truppen aufzunehmen oder deutsche Truppen zu beschießen. Am 19. Mai 1940 wurde sie zwei Seemeilen vor Nieuwpoort von Ju-88-Sturzkampfbombern des Kampfgeschwaders 30 angegriffen. Drei Nahtreffer im flachen Wasser schlugen den Zerstörer leck und beide Maschinenräume liefen voll, wobei vier Mann der Besatzung starben. Um den Untergang des Schiffes zu verhindern, wurde es zwischen Nieuwpoort und Ostende auf Grund gesetzt. Die in der Nähe stehende Vimiera übernahm die Besatzung und lief mit dieser zurück nach Dover. Später erschien noch der Flottillenführer Keith am Wrack mit dem Befehlshaber der aus Rosyth zum Kanal entsandten Zerstörer an Bord, der entschied, dass eine Rettung der Whitley nicht möglich sei, obwohl aus Dover bereits ein Schlepper auf dem Weg war. Um das Schiff nicht in die Hände der Deutschen fallen zu lassen, zerstörte die Keith mit ihrer Artillerie den aufgelaufenen Zerstörer, der auf 51° 9′ 4″ N, 2° 39′ 34″ O sank.